# Fontevivo
Fontevivo is een gemeente in de Italiaanse provincie Parma (regio Emilia-Romagna) en telt 5337 inwoners (31-12-2004). De oppervlakte bedraagt 25,9 km², de bevolkingsdichtheid is 195 inwoners per km².
De volgende frazioni maken deel uit van de gemeente: Bellena, Bianconese, Case Cantarana, Case Gaiffa, Case Massi, Castelguelfo, Fienilnuovo, Fondo Fontana, Fontane, Molinetto, Ponte Recchio, Ponte Taro, Recchio di Sotto, Romitaggio, Stazione Castelguelfo, Tarona, Torchio.

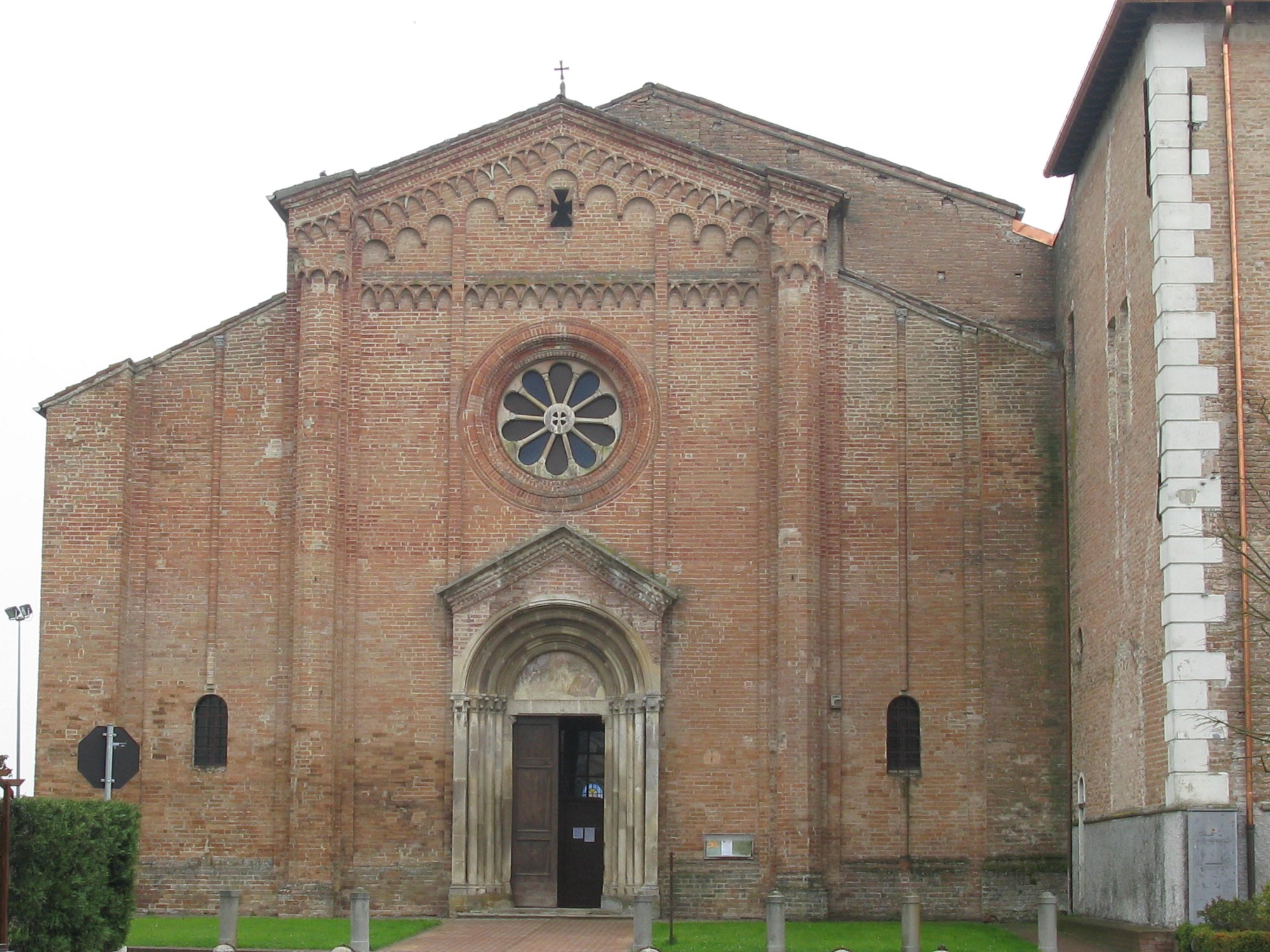
Abdijkerk San Bernardo, Fontevivo
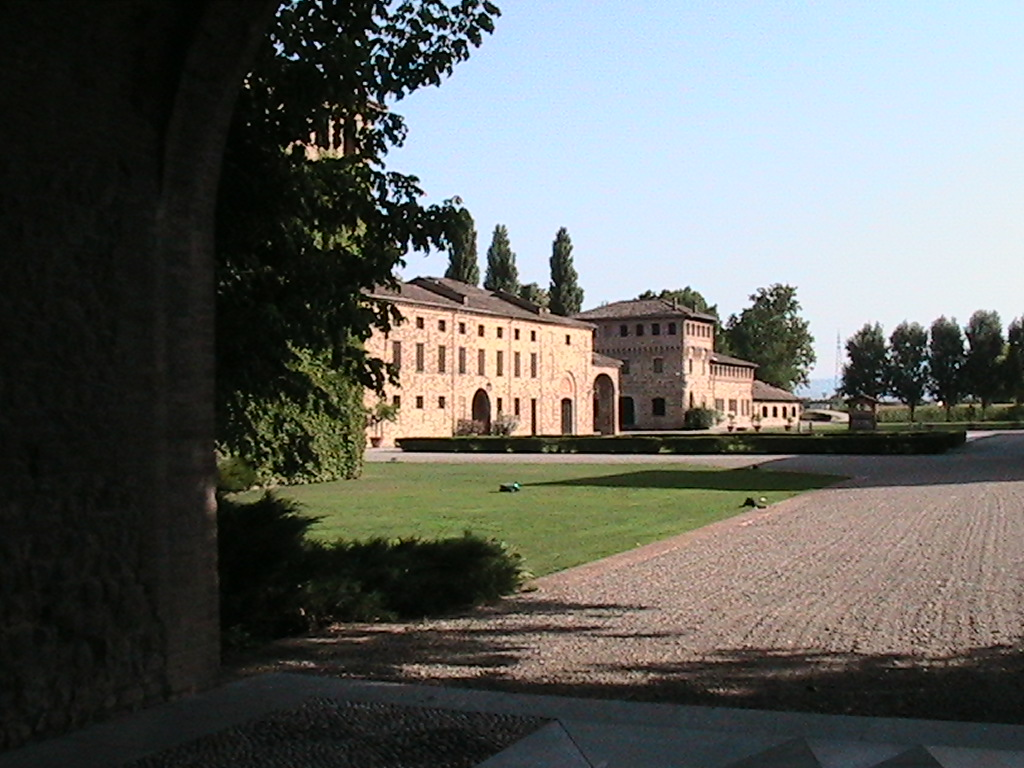
Castello Pallavicino

## Demografie
Fontevivo telt ongeveer 2202 huishoudens. Het aantal inwoners steeg in de periode 1991-2001 met 7,3% volgens cijfers uit de tienjaarlijkse volkstellingen van ISTAT.
| Jaar | Inwoneraantal |
| ---- | ------------- |
| 1991 | 4542          |
| 2001 | 4874          |

## Geografie
Fontevivo grenst aan de volgende gemeenten: Fontanellato, Noceto, Parma.